# Tour International de Constantine
Die Tour International de Constantine (kurz: Tour de Constantine) ist ein algerisches Straßenradrennen. Das Etappenrennen führt rund um die Stadt Constantine.
Das Radrennen wurde 2015 erstmals ausgetragen. Es gehört der UCI Africa Tour an und ist in der UCI-Kategorie 2.2 eingestuft.

## Sieger
- 2015  Amanuel Gebreigzabhier
- 2016  Tomas Vaitkus